# Sotrovimab
Sotrovimab, prodávaný pod obchodním názvem Xevudy, je testovací lidská neutralizační monoklonální protilátka s duálním účinkem, která působí proti těžkému akutnímu respiračnímu syndromu způsobenému koronavirem známým jako SARS-CoV-2. Vyvíjejí ji společnosti GlaxoSmithKline a Vir Biotechnology, Inc. Sotrovimab je navržen tak, aby se navázal na hrotový protein viru SARS-CoV-2.

## Autorizace
Dne 21. května 2021 Výbor pro humánní léčivé přípravky (CHMP) Evropské lékové agentury (EMA) dokončil přezkum použití sotrovimabu pro léčbu covidu-19. Dospěl k závěru, že sotrovimab lze použít k léčbě potvrzeného covidu-19 u dospělých a dospívajících (ve věku 12 let a více a s hmotností alespoň 40 kg), kteří nevyžadují doplňkový kyslík a u nichž hrozí progrese do těžkého stupně covidu-19. Průběžné přezkoumání sotrovimabu bude pokračovat a po jeho dokončení bude základem pro žádost o registraci tohoto léčivého přípravku v EU. 
Dne 26. května 2021 vydal americký Úřad pro kontrolu potravin a léčiv (FDA) povolení k mimořádnému použití (EUA) sotrovimabu k léčbě mírného až středně těžkého stupně covidu-19 u osob ve věku od 12 let s hmotností nejméně 40 kg s pozitivními výsledky přímého virového testování na SARS-CoV-2, u nichž je vysoké riziko progrese do těžkého stupně covidu-19, včetně hospitalizace nebo úmrtí.
V prosinci 2021 schválila Agentura pro regulaci léčiv a zdravotnických prostředků (MHRA) ve Spojeném království sotrovimab pro použití u osob starších 12 let.